# Grand Prix Velké Británie 2018
Grand Prix Velké Británie 2018 (oficiálně Formula 1 2018 Rolex British Grand Prix) se jela na okruhu Silverstone v Silverstonu ve Velké Británii dne 8. července 2018. Závod byl desátým v pořadí v sezóně 2018 šampionátu Formule 1.

## Kvalifikace
| Poř.                       | No. | Jezdec            | Konstruktér               | Časy v kvalifikaci | Časy v kvalifikaci | Časy v kvalifikaci | Pořadí na startu |
| Poř.                       | No. | Jezdec            | Konstruktér               | Q1                 | Q2                 | Q3                 | Pořadí na startu |
| -------------------------- | --- | ----------------- | ------------------------- | ------------------ | ------------------ | ------------------ | ---------------- |
| 1                          | 44  | Lewis Hamilton    | Mercedes                  | 1:26.818           | 1:26.256           | 1:25.892           | 1                |
| 2                          | 5   | Sebastian Vettel  | Ferrari                   | 1:26.585           | 1:26.372           | 1:25.936           | 2                |
| 3                          | 7   | Kimi Räikkönen    | Ferrari                   | 1:27.549           | 1:26.483           | 1:25.990           | 3                |
| 4                          | 77  | Valtteri Bottas   | Mercedes                  | 1:27.025           | 1:26.413           | 1:26.217           | 4                |
| 5                          | 33  | Max Verstappen    | Red Bull Racing-TAG Heuer | 1:27.309           | 1:27.013           | 1:26.602           | 5                |
| 6                          | 3   | Daniel Ricciardo  | Red Bull Racing-TAG Heuer | 1:27.979           | 1:27.369           | 1:27.099           | 6                |
| 7                          | 20  | Kevin Magnussen   | Haas-Ferrari              | 1:28.143           | 1:27.730           | 1:27.244           | 7                |
| 8                          | 8   | Romain Grosjean   | Haas-Ferrari              | 1:28.086           | 1:27.522           | 1:27.455           | 8                |
| 9                          | 16  | Charles Leclerc   | Sauber-Ferrari            | 1:27.962           | 1:27.790           | 1:27.879           | 9                |
| 10                         | 31  | Esteban Ocon      | Force India-Mercedes      | 1:28.279           | 1:27.843           | 1:28.194           | 10               |
| 11                         | 27  | Nico Hülkenberg   | Renault                   | 1:28.017           | 1:27.901           |                    | 11               |
| 12                         | 11  | Sergio Pérez      | Force India-Mercedes      | 1:28.210           | 1:27.928           |                    | 12               |
| 13                         | 14  | Fernando Alonso   | McLaren-Renault           | 1:28.187           | 1:28.139           |                    | 13               |
| 14                         | 10  | Pierre Gasly      | Scuderia Toro Rosso-Honda | 1:28.399           | 1:28.343           |                    | 14               |
| 15                         | 9   | Marcus Ericsson   | Sauber-Ferrari            | 1:28.249           | 1:28.391           |                    | 15               |
| 16                         | 55  | Carlos Sainz Jr.  | Renault                   | 1:28.456           |                    |                    | 16               |
| 17                         | 2   | Stoffel Vandoorne | McLaren-Renault           | 1:29.096           |                    |                    | 17               |
| 18                         | 35  | Sergej Sirotkin   | Williams-Mercedes         | 1:29.252           |                    |                    | PL               |
| 107% času vítěze: 1:32.645 |     |                   |                           |                    |                    |                    |                  |
| —                          | 18  | Lance Stroll      | Williams-Mercedes         | Bez času           |                    |                    | PL               |
| —                          | 28  | Brendon Hartley   | Scuderia Toro Rosso-Honda | Bez času           |                    |                    | PL               |
| Zdroj:                     |     |                   |                           |                    |                    |                    |                  |

Poznámky
1. ↑  Sergej Sirotkin startoval z boxové uličky kvůli výměně zadního křídla.
2. ↑  Lance Stroll nezaznamenal čas, kterým by se kvalifikoval ve 107 % času vítěze. Start mu byl povolen sportovními komisaři.  Zároveň startoval z boxové uličky kvůli výměně zadního křídla.
3. ↑  Brendon Hartley nenastoupil do kvalifikace kvůli nehodě ve třetím tréninku. Start mu byl povolen sportovními komisaři. Zároveň startoval z boxové uličky kvůli výměně podvozku.

## Závod
| Poř.   | No. | Jezdec            | Konstruktér               | Počet kol | Čas/Odstoupení | Pořadí na startu | Body |
| ------ | --- | ----------------- | ------------------------- | --------- | -------------- | ---------------- | ---- |
| 1      | 5   | Sebastian Vettel  | Ferrari                   | 52        | 1:27:29.784    | 2                | 25   |
| 2      | 44  | Lewis Hamilton    | Mercedes                  | 52        | +2.264         | 1                | 18   |
| 3      | 7   | Kimi Räikkönen    | Ferrari                   | 52        | +3.652         | 3                | 15   |
| 4      | 77  | Valtteri Bottas   | Mercedes                  | 52        | +8.883         | 4                | 12   |
| 5      | 3   | Daniel Ricciardo  | Red Bull Racing-TAG Heuer | 52        | +9.500         | 6                | 10   |
| 6      | 27  | Nico Hülkenberg   | Renault                   | 52        | +28.220        | 11               | 8    |
| 7      | 31  | Esteban Ocon      | Force India-Mercedes      | 52        | +29.930        | 10               | 6    |
| 8      | 14  | Fernando Alonso   | McLaren-Renault           | 52        | +31.115        | 13               | 4    |
| 9      | 20  | Kevin Magnussen   | Haas-Ferrari              | 52        | +33.188        | 7                | 2    |
| 10     | 11  | Sergio Pérez      | Force India-Mercedes      | 52        | +34.708        | 12               | 1    |
| 11     | 2   | Stoffel Vandoorne | McLaren-Renault           | 52        | +35.774        | 17               |      |
| 12     | 18  | Lance Stroll      | Williams-Mercedes         | 52        | +38.106        | PL               |      |
| 13     | 10  | Pierre Gasly      | Scuderia Toro Rosso-Honda | 52        | +39.129        | 14               |      |
| 14     | 35  | Sergej Sirotkin   | Williams-Mercedes         | 52        | +48.113        | PL               |      |
| 15     | 33  | Max Verstappen    | Red Bull Racing-TAG Heuer | 46        | Brzdy          | 5                |      |
| Ret    | 8   | Romain Grosjean   | Haas-Ferrari              | 37        | Kolize         | 8                |      |
| Ret    | 55  | Carlos Sainz Jr.  | Renault                   | 37        | Kolize         | 16               |      |
| Ret    | 9   | Marcus Ericsson   | Sauber-Ferrari            | 31        | Nehoda         | 15               |      |
| Ret    | 16  | Charles Leclerc   | Sauber-Ferrari            | 18        | Upevnění kola  | 9                |      |
| Ret    | 28  | Brendon Hartley   | Scuderia Toro Rosso-Honda | 1         | Konektor       | PL               |      |
| Zdroj: |     |                   |                           |           |                |                  |      |

Poznámky
1. ↑  Pierre Gasly obdržel trest přičtení 5 sekund k času v cíli za zavinění kolize.
2. ↑  Max Verstappen odstoupil ze závodu, ale byl klasifikován, protože odjel více než 90 % délky závodu.

## Průběžné pořadí po závodě
Pohár jezdců
|   | Pořadí | Jezdec           | Body |
| - | ------ | ---------------- | ---- |
|   | 1      | Sebastian Vettel | 171  |
|   | 2      | Lewis Hamilton   | 163  |
|   | 3      | Kimi Räikkönen   | 116  |
|   | 4      | Daniel Ricciardo | 106  |
| 1 | 5      | Valtteri Bottas  | 104  |

Pohár konstruktérů
|  | Pořadí | Konstruktér               | Body |
|  | ------ | ------------------------- | ---- |
|  | 1      | Ferrari                   | 287  |
|  | 2      | Mercedes                  | 267  |
|  | 3      | Red Bull Racing-TAG Heuer | 199  |
|  | 4      | Renault                   | 70   |
|  | 5      | Haas-Ferrari              | 51   |